# Paralidia singularis
Paralidia singularis är en insektsart som beskrevs av Nielson 1986. Paralidia singularis ingår i släktet Paralidia och familjen dvärgstritar. Inga underarter finns listade i Catalogue of Life.